# Огњен Марић
Огњен Марић (хрв. Ognjen Marić; Загреб, 4. новембар 2000) хрватски је пливач чија специјалност су трке слободним стилом. 

## Спортска каријера
Матурирао је на Приватној гимназији и економској школи Катарина Зрински у Загребу, након чега је отишао на студије у Сједињене Државе на Универзитет Аризоне.
На међународној пливачкој сцени је дебитовао 2016, на Европском јуниорском првенству у Мађарској, а две године касније на истом такмичењу одржаном у Хелсинкију где је испливао нови национални рекорд за јуниоре у трци на 200 слободно. Био је члан хрватске репрезентације на Олимпијским играма младих у Буенос Ајресу 2018. године. 
На отвореном првенству Хрватске одржаном у Загребу у јуну 2019. освојио је титулу државног првака у трци на 200 метара слободним стилом, а његово време од 1:49,47 минута је уједно била и квалификациона норма за наступ на предстојећем светском првенству. Наступ на светском првенству у великим базенима у корејском Квангџуу 2019. био је уједно и његов дебитантски у сениорској конкуренцији на највећим светским такмичењима. У Кореји је Марић пливао у квалификацијама трке на 200 слободно које је окончао на укупно 41. месту у конкуренцији 65 пливача. 